# Acalolepta paraspeciosa
Acalolepta paraspeciosa es una especie de escarabajo longicornio del género Acalolepta, tribu Monochamini, subfamilia Lamiinae. Fue descrita científicamente por Breuning en 1982.
Se distribuye por China. Mide aproximadamente 16 milímetros de longitud.